# Boris Aronson
Pour les articles homonymes, voir Aronson.
Scènes principales
Broadway :
Un petit coin aux cieux (comédie musicale)
La Rose tatouée (pièce)
Le Journal d'Anne Frank (pièce)
Un violon sur le toit (comédie musicale)
Cabaret (comédie musicale)
A Little Night Music (comédie musicale)
Dreyfus (pièce)
...
Autres lieux :
Fidelio (opéra, Met)
Casse-noisette (ballet, American Ballet Theatre)
...
Boris Solomonovitch Aronsson (russe : Борис Соломонович Аронсон), né le 15 octobre 1899 à Kiev (Ukraine ; alors Empire russe) et mort le 16 novembre 1980 à New York (arrondissement de Manhattan, État de New York), est un décorateur (parfois costumier et éclairagiste) américain d'origine russe, connu comme Boris Aronson.

## Biographie

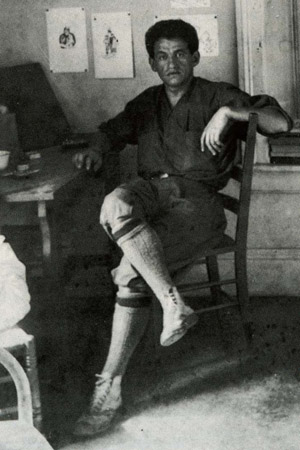
En 1920

Né d'un père grand-rabbin à Kiev, il étudie dans sa ville natale avec Aleksandr Mourachko (1912-1916), Ivan Seleznyov (en) (1916) et Alexandra Exter (1917-1918). Après un séjour à Moscou (1920-1922), où il s'initie à la peinture auprès d'Ilia Machkov, puis Berlin et Paris (1922-1923), il émigre fin 1923 aux États-Unis ; naturalisé sous le nom américanisé de Boris Aronson, il s'installe définitivement à New York.
Très actif au théâtre dans cette ville, principalement comme décorateur (parfois comme costumier ou éclairagiste), il travaille notamment à Broadway, où il débute avec la revue Walk a Little Faster (en) sur une musique de Vernon Duke (1932-1933. Suit la pièce Small Miracle (en) de Norman Krasna (1934-1935).
Parmi les pièces ultérieures, mentionnons R. U. R. de Karel Čapek (1942), La Rose tatouée de Tennessee Williams (1951), Le Journal d'Anne Frank adapté du journal éponyme d'Anne Frank (1955-1957), Andorra de Max Frisch (1963) et Dreyfus de Jean-Claude Grumberg (1974), sa dernière pièce à Broadway.
Toujours à Broadway, il contribue à douze comédies musicales, la première étant Un petit coin aux cieux sur une musique de Vernon Duke. Parmi les suivantes, citons Un violon sur le toit sur une musique de Jerry Bock (1964-1972), Cabaret sur une musique de John Kander (1966-1969), ou encore A Little Night Music sur une musique de Stephen Sondheim (1973-1974).
La dernière comédie musicale (production originale) dont il crée les décors est Pacific Overtures sur une musique de Stephen Sondheim (1976).
Hors Broadway, il conçoit aussi des décors d'opéras (ex. : Fidelio sur une musique de Ludwig van Beethoven en 1970, pour le Metropolitan Opera) et de ballets (ex. : Casse-noisette sur une musique de Piotr Ilitch Tchaïkovski en 1976, pour l'American Ballet Theatre).
Durant sa carrière, Boris Aronson gagne principalement huit Tony Awards et quatre Drama Desk Awards des meilleurs décors (détails ci-dessous).
Il meurt en 1980, à 81 ans.

## Contributions scéniques
(comme décorateur, sauf mention contraire ou complémentaire)

### Broadway (intégrale)

#### Pièces
- 1934-1935 : Small Miracle (en) de Norman Krasna, mise en scène de George Abbott
- 1935 : Battleship Gertie de Frederick Hazlitt Brennan
- 1935 : Awake and Sing! (en) de Clifford Odets (+ reprise en 1939)
- 1935 : The Body Beautiful de (et mise en scène par) Robert Rossen
- 1935 : Weep for the Virgins! de Nellise Child, mise en scène de Cheryl Crawford
- 1935-1936 : Paradise Lost (en) de Clifford Odets
- 1935-1937 : Three Men on a Horse (en) de George Abbott et John Cecil Holm (en), mise en scène de George Abbott
- 1937-1938 : Western Waters de Richard Carlson (décorateur et costumier)
- 1938-1939 : The Merchant of Yonkers (en) de Thornton Wilder, mise en scène de Max Reinhardt, production d'Herman Shumlin
- 1939 : The Gentle People d'Irwin Shaw
- 1939-1940 : Ladies and Gentlemen (en) de Charles MacArthur et Ben Hecht, mise en scène de Lewis Allen et Charles MacArthur
- 1940 : The Unconquered (en) d'Ayn Rand, d'après son roman Nous, les vivants (We the Living), mise en scène de George Abbott
- 1940 : Heavenly Express d'Albert Bein
- 1941 : The Night Before Christmas de Laura et S.J. Perelman, mise en scène de Romney Brent
- 1941-1942 : Clash by Night (en) de Clifford Odets, mise en scène de Lee Strasberg
- 1942 : Cafe Crown (en) d'H. S. Kraft (en), mise en scène d'Elia Kazan
- 1942 : R. U. R. de Karel Čapek, adaptation de Paul Selver, mise en scène de Lee Strasberg
- 1942-1943 : Gens de Russie (en) (The Russian People) de Constantin Simonov, adaptation de Clifford Odets
- 1943 : The Family, adaptation par Victor Wolfson du roman éponyme de Nina Fedorova (en), mise en scène de Bretaigne Windust
- 1943-1944 : South Pacific de Dorothy Heyward et Howard Rigsby, musique de scène de Paul Bowles, mise en scène de Lee Strasberg
- 1945 : The Stranger de Leslie Reade (décorateur et éclaragiste)
- 1945 : The Assassin d'Irwin Shaw, mise en scène de Martin Gabel
- 1946 : Truckline Cafe de Maxwell Anderson
- 1948 : Maître après Dieu (Skipper Next to God) de Jan de Hartog, mise en scène de Lee Strasberg
- 1948 : The Survivors de Peter Viertel, Irwin Shaw et Martin Gabel, mise en scène de ce dernier (décorateur et éclairagiste)
- 1949-1950 : Detective Story (en) de (et mise en scène par) Sidney Kingsley (en)

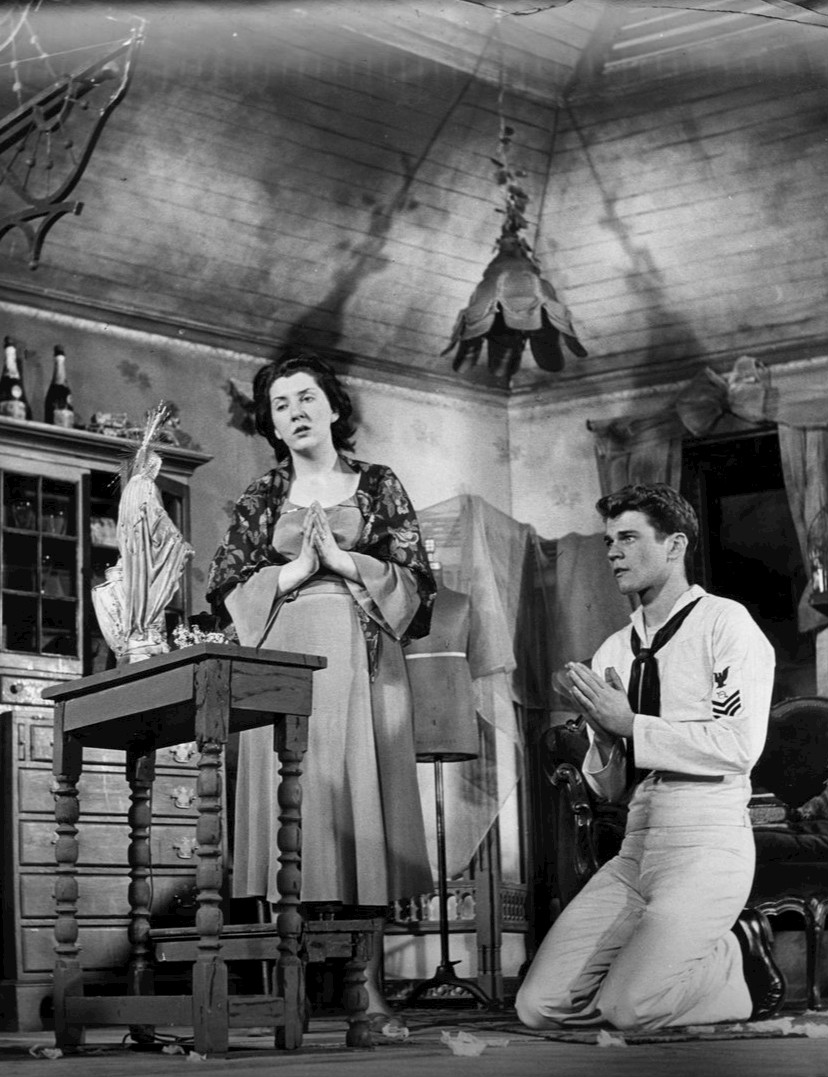
La Rose tatouée (1951),
avec Maureen Stapleton et Don Murray

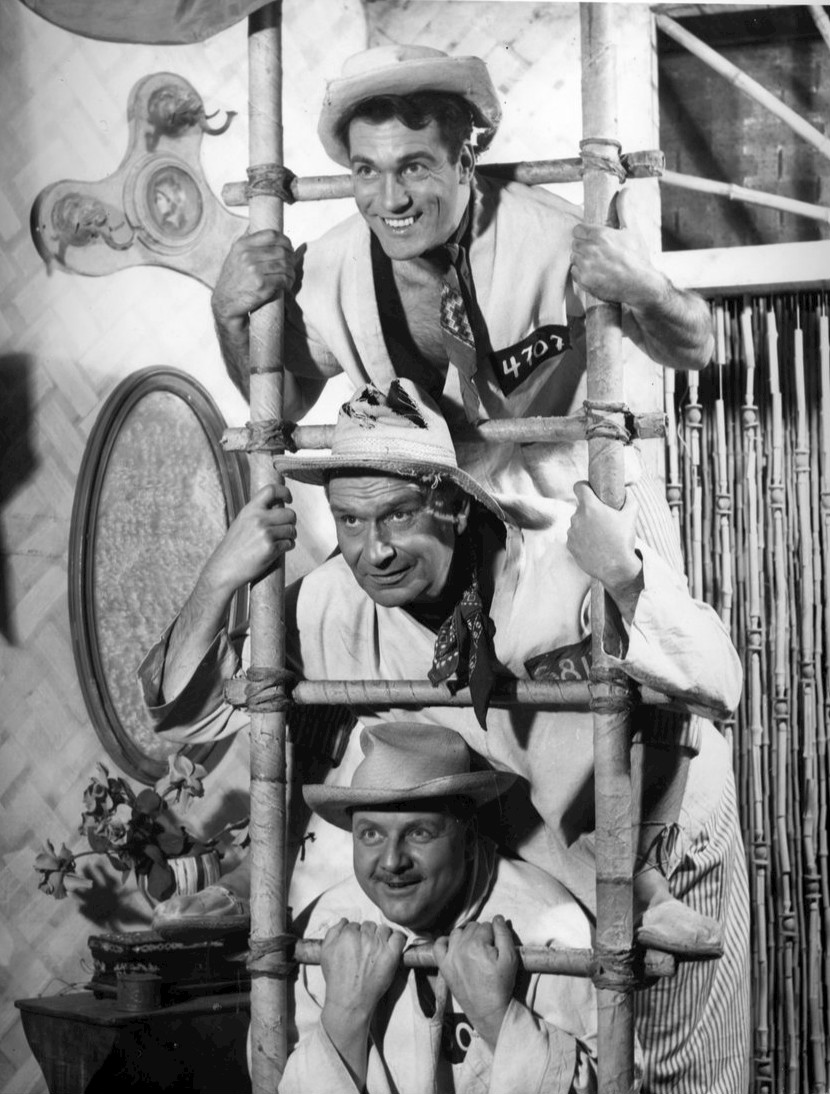
La Cuisine des anges (1953-1954),
avec Carl Betz, Royal Beal et Walter Slezak (de haut en bas)

- 1950 : The Bird Cage d'Arthur Laurents (décorateur et éclairagiste)
- 1950-1951 : Season in the Sun de Wolcott Gibbs, mise en scène de Burgess Meredith (décorateur et éclairagiste)
- 1950-1951 : Une fille de la province (en) (The Country Girl) de (et mise en scène par) Clifford Odets, costumes d'Anna Hill Johnstone, production de Lee Strasberg et Clifford Odets (décorateur et éclairagiste)
- 1951 : La Rose tatouée (The Rose Tattoo) de Tennessee Williams, mise en scène de Daniel Mann, production de Cheryl Crawford
- 1951 : Barefoot in Athens de Maxwell Anderson (décorateur et éclairagiste)
- 1951-1952 : I Am a Camera de (et mise en scène par) John Van Druten (décorateur et éclairagiste)
- 1952 : I've Got Sixpence de (et mise en scène par) John Van Druten
- 1953 : Les Sorcières de Salem (The Crucible) d'Arthur Miller, mise en scène de Jed Harris
- 1953 : The Frogs of Spring de Nathaniel Benchley, mise en scène de Burgess Meredith (décorateur et éclairagiste)
- 1953-1954 : La Cuisine des anges (en) (My Three Angels) d'Albert Husson, adaptation de Bella et Samuel Spewack, costumes de Lucinda Ballard, mise en scène de José Ferrer
- 1954 : Colombe (Mademoiselle Colombe) de Jean Anouilh, adaptation de Louis Kronenberger (en)
- 1955 : Once Upon a Taylor de Baruch Lumet, musique de scène de Sol Kaplan, mise en scène de Joseph Anthony
- 1955-1956 : Arrêt d'autobus (en) (Bus Stop) de William Inge
- 1955-1956 : Vu du pont (A View from the Bridge) et Je me souviens de deux lundis (en) (A Memory of Two Mondays) d'Arthur Miller, costumes d'Helene Pons, mise en scène de Martin Ritt
- 1955-1957 : Le Journal d'Anne Frank (The Diary of Anne Frank), adaptation par Frances Goodrich et Albert Hackett du journal éponyme d'Anne Frank, costumes d'Helene Pons, mise en scène de Garson Kanin
- 1956-1957 : Girls of Summer de N. Richard Nash, mise en scène de Jack Garfein
- 1957 : Small War on Murray Hill de Robert E. Sherwood, costumes d'Irene Sharaff, mise en scène de Garson Kanin
- 1957 : Un trou dans la tête (A Hole in the Head) d'Arnold Schulman, mise en scène de Garson Kanin
- 1957 : La Descente d'Orphée (Orpheus Descending) de Tennessee Williams, musique de scène de Chuck Wayne et Paul Bowles, costumes de Lucinda Ballard
- 1957-1958 : The Rope Dancers de Morton Wishengrad, mise en scène de Peter Hall
- 1958 : The Firstborn de Christopher Fry, musique de scène de Leonard Bernstein, mise en scène d'Anthony Quayle
- 1958-1959 : The Cold Wind and the Warm de S. N. Behrman
- 1958-1959 : J.B. d'Archibald MacLeish, costumes de Lucinda Ballard, mise en scène d'Elia Kazan
- 1959 : Flowering Cherry (en) de Robert Bolt, costumes de Theoni V. Aldredge
- 1959 : A Loss of Roses de William Inge, costumes de Lucinda Ballard, mise en scène de Daniel Mann
- 1960 : Semi-Detached de Patricia Joudry, costumes d'Helene Pons, mise en scène de Charles S. Dubin
- 1961 : The Garden of Sweets de Waldemar Hansen
- 1962 : A Gift of Time de (et mise en scène par) Garson Kanin
- 1963 : Andorra de Max Frisch, adaptation de George Tabori
- 1964-1965 : Incident à Vichy (en) (Incident at Vichy) d'Arthur Miller
- 1968-1969 : Le Prix (en) (The Price) d'Arthur Miller, mise en scène d'Ulu Grosbard (décorateur et costumier)
- 1972 : La Création du monde et autres bisness (en) (The Creation of the World and Other Business) d'Arthur Miller
- 1972-1973 : Le Grand Dieu Brown (en) (The Great God Brown) d'Eugene O'Neill, mise en scène d'Harold Prince
- 1974 : Dreyfus (Dreyfus in Rehearsal) de Jean-Claude Grumberg, adaptation et mise en scène de Garson Kanin

#### Spectacles musicaux
(comédies musicales, sauf mention contraire)
- 1932-1933 : Walk a Little Faster (en), revue, musique de Vernon Duke (orchestrée par Robert Russell Bennett et Conrad Salinger), lyrics de Yip Harburg, sketches de S. J. Perelman et Robert MacGunigle
- 1940-1941 : Un petit coin aux cieux (Cabin in the Sky), musique de Vernon Duke, lyrics de John La Touche, livret de Lynn Root, chorégraphie de George Balanchine (décorateur et costumier)
- 1943-1944 : What's Up? (en), musique de Frederick Loewe, lyrics d'Alan Jay Lerner, livret d'Arthur Pierson et Alan Jay Lerner, chorégraphie et mise en scène de George Balanchine
- 1944-1945 : Sadie Thompson, musique et arrangements vocaux de Vernon Duke, lyrics d'Howard Dietz, livret de Rouben Mamoulian et Howard Dietz, mise en scène de Rouben Mamoulian
- 1946 : The Desert Song, opérette, musique de Sigmund Romberg, lyrics et livret d'Oscar Hammerstein II, Otto Harbach et Frank Mandel
- 1946 : Gypsy Lady, opérette, musique de Sigmund Romberg, lyrics et mise en scène de George Forrest et Robert Wright, livret d'Henry Myers
- 1948-1949 : Love Life, musique, orchestrations et arrangements de Kurt Weill, lyrics et livret d'Alan Jay Lerner, chorégraphie de Michael Kidd, costumes de Lucinda Ballard, mise en scène d'Elia Kazan, production de Cheryl Crawford
- 1960-1962 : Do Re Mi, musique de Jule Styne, lyrics de Betty Comden et Adolph Green, livret et mise en scène de Garson Kanin, costumes d'Irene Sharaff

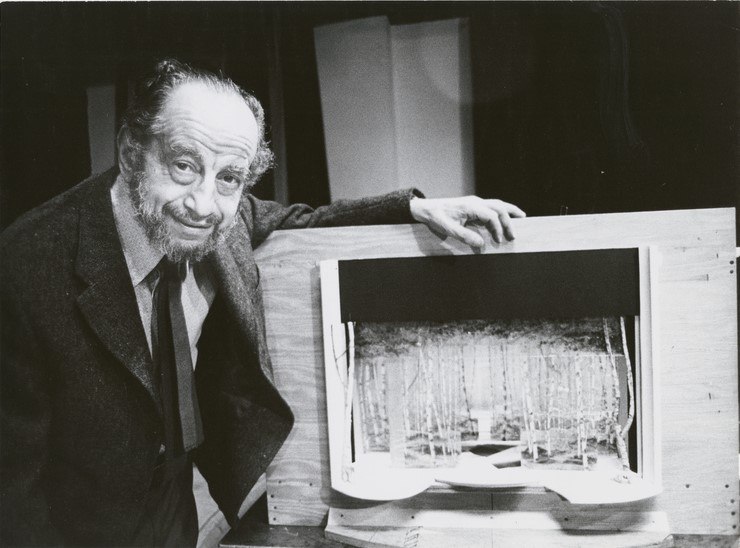
Boris Aronson présentant une maquette de décor pour A Little Night Music (1973-1974)

- 1964-1972 : Un violon sur le toit (Fiddler on the Roof), musique de Jerry Bock, lyrics de Sheldon Harnick, livret de Joseph Stein, chorégraphie et mise en scène de Jerome Robbins, production d'Harold Prince (reprise trois fois à Broadway entre 1976 et 1991)
- 1966-1969 : Cabaret, musique de John Kander, lyrics de Fred Ebb, livret de Joe Masteroff (d'après la pièce précitée I Am a Camera de John Van Druten), mise en scène et production d'Harold Prince (reprise à Broadway en 1987-1988)
- 1968-1969 : Zorba (en), musique de John Kander, lyrics de Fred Ebb, livret de Joseph Stein, d'après le roman Alexis Zorba (Zorba the Greek) de Níkos Kazantzákis), mise en scène et production d'Harold Prince
- 1970-1972 : Company, musique et lyrics de Stephen Sondheim, livret de George Furth, orchestrations de Jonathan Tunick, chorégraphie de Michael Bennett, mise en scène et production d'Harold Prince
- 1971-1972 : Follies, musique et lyrics de Stephen Sondheim, livret de James Goldman, orchestrations de Jonathan Tunick, chorégraphie de Michael Bennett et Bob Avian, mise en scène d'Harold Prince et Michael Bennett, production d'Harold Prince et Ruth Mitchell
- 1973-1974 : A Little Night Music, musique et lyrics de Stephen Sondheim, livret de Hugh Wheeler (d'après le scénario du film Sourires d'une nuit d'été d'Ingmar Bergman), orchestrations de Jonathan Tunick, mise en scène d'Harold Prince, production d'Harold Prince et Ruth Mitchell
- 1976 : Pacific Overtures, musique et lyrics de Stephen Sondheim, livret de John Weidman et Hugh Wheeler, orchestrations de Jonathan Tunick, mise en scène d'Harold Prince, production d'Harold Prince et Ruth Mitchell

### Autres contributions (sélection)
- 1940 : The Great American Goof, ballet, musique d'Henry Brant, argument de William Saroyan d'après ses écrits, chorégraphie d'Eugene Loring (décorateur et costumier)
- 1952 : Ballade, ballet, musique de Claude Debussy (Six épigraphes antiques et Syrinx), chorégraphie de Jerome Robbins, New York City Ballet (costumier)[5]
- 1967 : Le deuil sied à Électre (en) (Mourning Becomes Electra), opéra, musique de Marvin David Levy (en), livret d'Henry W. Butler (d'après la trilogie éponyme d'Eugene O'Neill), avec Evelyn Lear et Sherrill Milnes, direction musicale de Zubin Mehta, production de Michael Cacoyannis au Metropolitan Opera (« Met ») de New York
- 1970 : Fidelio, opéra, musique de Ludwig van Beethoven, livret de Joseph Sonnleithner, avec Leonie Rysanek et Jon Vickers, direction musicale de Karl Böhm, production d'Otto Schenk au Met (où elle est reprise dix fois de 1971 à 1993)
- 1976 : Casse-noisette, ballet, musique de Piotr Ilitch Tchaïkovski, rôle-titre, chorégraphie et mise en scène de Mikhaïl Barychnikov, production de l'American Ballet Theatre de New York

## Distinctions (sélection)

### Nominations
- Treize nominations au Tony Award des meilleurs décors :
  - En 1956, quatre nominations pour Le Journal d'Anne Frank, Vu du pont-Je me souviens de deux lundis (en) (une nomination pour ces deux pièces), Once Upon a Tailor et Arrêt d'autobus (en) ;
  - En 1957, deux nominations pour Un trou dans la tête et Small War on Murray Hill ;
  - En 1958, trois nominations pour The Rope Dancers, La Descente d'Orphée et Un trou dans la tête (nouvelle nomination) ;
  - En 1959, pour J.B. ;
  - En 1965, pour Un violon sur le toit ;
  - En 1968, pour Le Prix (en) ;
  - Et en 1973, pour A Little Night Music.

### Récompenses
- Huit Tony Award des meilleurs décors :
  - En 1951, trois Tony Awards pour Season in the Sun, La Rose tatouée et Une fille de la province (en)
  - En 1967, pour Cabaret ;
  - En 1969, pour Zorba (en) ;
  - En 1971, pour Company ;
  - En 1972, pour Follies ;
  - Et en 1976, pour Pacific Overtures.
- Quatre Drama Desk Awards des meilleurs décors :
  - En 1969, pour Zorba (en) ;
  - En 1970, pour Company ;
  - En 1971, pour Follies ;
  - Et en 1976, pour Pacific Overtures.